# Bhirkot (Dholkha)
Bhirkot (nepalski: भीरकोट) – gaun wikas samiti w środkowej części Nepalu w strefie Dźanakpur w dystrykcie Dholkha. Według nepalskiego spisu powszechnego z 2001 roku liczył on 580 gospodarstw domowych i 2929 mieszkańców (1518 kobiet i 1411 mężczyzn).